# Пригода Юрій Павлович
Ю́рій Па́влович Приго́да — старший солдат Збройних сил України, учасник російсько-української війни.
24 серпня 2014-го з'явилася інформація, що сержант 30-ї бригади Пригода Ю. П. знаходиться в полоні бойовиків.

## Нагороди
2 серпня 2014 року — за особисту мужність і героїзм, виявлені у захисті державного суверенітету та територіальної цілісності України, вірність військовій присязі під час російсько-української війни, відзначений — нагороджений орденом «За мужність» III ступеня.